# Enoplolambrus pransor
Enoplolambrus pransor is een krabbensoort uit de familie van de Parthenopidae. De wetenschappelijke naam van de soort is voor het eerst geldig gepubliceerd in 1796 door Herbst.